# Номи-но Сукунэ

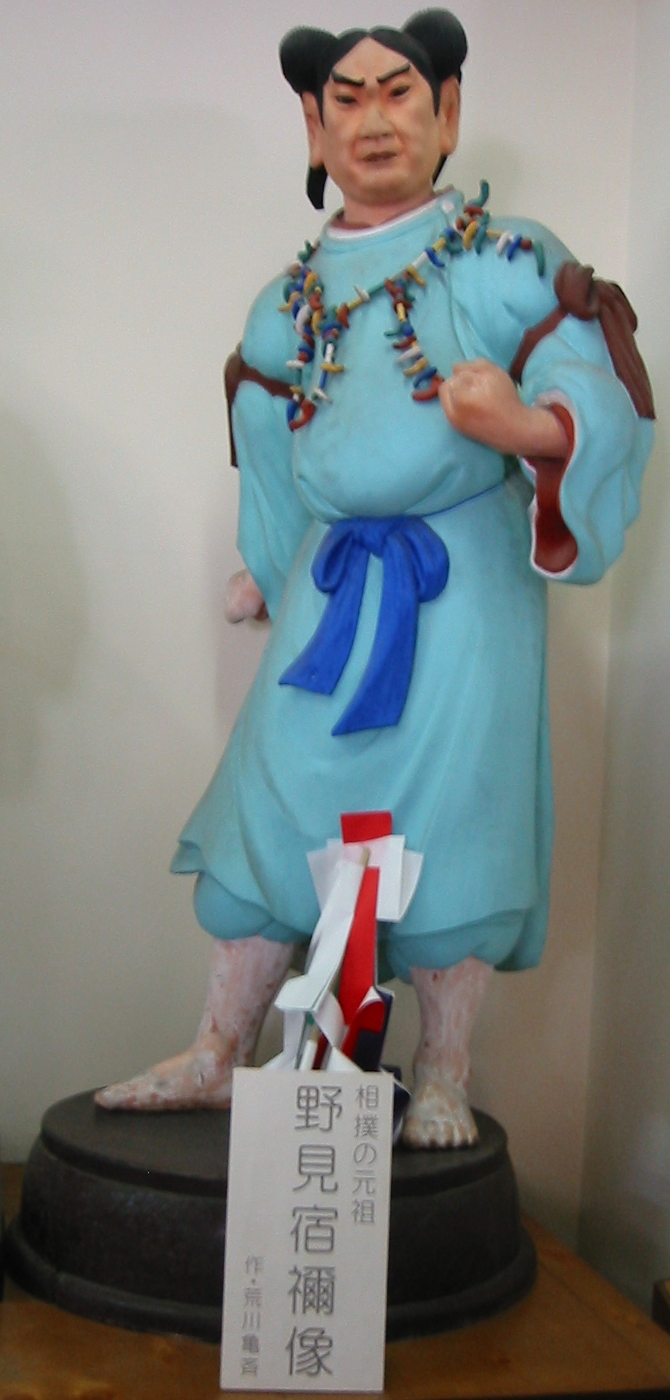

Номи-но Сукунэ (яп. 野見宿禰) — герой японской мифологии, легендарный борец сумо.

## Предание
Согласно «Нихон сёки», во времена правления императора Суйнина к его двору прибыл великан Тагима-но Кэхая (яп. 当麻蹴速), великий силач, и бросил вызов любому, желающему сравниться с ним в силе. Император повелел своим министрам узнать, есть ли в его стране кто-либо, достойный сразиться с великаном. Один из министров предложил Номи-но Сукунэ из провинции Идзумо. В тот же день император послал за ним, и на 7-й день 7-го месяца 7-го года правления императора Суйнина состоялся великий бой между обоими богатырями. Победил Номи-но Сукунэ, сломав своему противнику рёбра и бедро, а затем убив его. В награду Номи получил земельные владения своего противника и был оставлен при императорском дворе.
После смерти Хибаси-химэ-но Микоси, супруги императора Суйнина на 32-й год его правления, Номи-но Сукунэ предложил вместо человеческих жертвоприношений при похоронах класть в могилу специальные глиняные фигурки ханива и татэмоно. После этого кланы гончаров также стали участниками церемонии погребений в Японии.

## Почитание
Номи-но Сукунэ и в наше время является божеством-покровителем сумоистов. Ему посвящён синтоистский храм, возведённый в середине периода Мэйдзи в токийском квартале Кокуги-кан. В честь Номи также построены храмы в Тоттори, в Такацуки и на его родине, в Идзумо.